# Hansjörg Standaert
Hansjörg Standaert (Eeklo, 20 april 1984) is een Belgisch voormalig professioneel wielrenner. Hij reed voor onder meer Yawadoo-Colba-ABM en Willems Verandas. Standaert won geen professionele koersen.
Bogaert · Bracke · Das · De Groote · De Zutter · Dedecker · Dony · Ongena · Peelman · Pont · Schulz · Standaert · Van Damme · van Groezen · Van Kuik · Vereecke
Cappelle · De Wilde · De Zutter · Ennekens · François · Hoornaert · Meeusen · Moerman · Standaert · Van Braeckel · van Heeswijk · Van Loocke · Van Moer · Vanhuffel